# 瓦列里·特蘭科夫斯基
瓦列里·尼古拉耶维奇·特兰科夫斯基（俄语：Валерий Николаевич Транковский；1977年2月1日—2024年11月13日），俄國军官，曾於2022年至2024年間擔任俄羅斯海軍黑海艦隊第41導彈艇旅旅長。2024年11月在被俄羅斯占領的塞凡堡被烏克蘭國家安全局刺殺。
特蘭科夫斯基曾於2022年與其部隊參與俄羅斯全面入侵烏克蘭，當中於同年7月在黑海發射導彈襲擊烏克蘭西部城市文尼察，造成29名平民死亡。

## 生平
特蘭科夫斯基1977年2月1日出生于列宁格勒，護照登記地為阿爾泰邊疆區巴爾瑙爾市。毕业于聖彼得堡库兹涅佐夫海军学院。
️特蘭科夫斯基是一位經驗豐富的軍事人員，2008年他已經晉升為海軍少校（капитан 3-го ранга），並身任艦長，派駐在新羅西斯克的平靜號小型導彈艦上。2013年，媒體提到他擔任黑海艦隊一艘船的指揮官，而俄羅斯軍事媒體《祖國旗幟報》於2014年8月19日的文章寫道特蘭科夫斯基已經被晉升至海軍中校。2022年，特蘭科夫斯基成為第41導彈艇旅旅長，在此之前他擔任參謀長。
其最遲於2022年起受到烏克蘭制裁，烏方表示特蘭科夫斯基為直接參與2022年非法入侵烏克蘭的俄羅斯武裝部隊指揮官（之一），並要特蘭科夫斯基與其部隊對破壞或威脅烏克蘭領土完整、主權的行為負責。

### 襲擊烏克蘭
2022年起，作為旅長的特蘭科夫斯基帶領了他的部隊參與俄羅斯全面入侵烏克蘭，其部隊使用3M-54“口徑”和P-120“孔雀石”等導彈襲擊烏克蘭。而在同年的7月14日，特蘭科夫斯基下令部隊從黑海向文尼察發射四枚3M-54“口徑”巡航導彈進行大規模襲擊。其中兩枚導彈被烏克蘭擊落，但另外兩枚擊中民用建築，包括文尼察市内醫療中心、辦公室、商店和住宅樓等。當地官員指出，口徑巡航導彈是高精度的巡航導彈，這意味著俄羅斯军队正在有目的地瞄準平民。

### 遇刺
2024年11月13日上午，特蘭科夫斯基在塞瓦斯托波尔謝甫琴科街上被汽车炸彈炸斷雙腿，後來因大量失血而死亡。隨後，俄方任命的塞瓦斯托波爾市長米哈伊爾·拉茲沃扎耶夫報告爆炸發於上午9點53分。6分鐘后，救援人員趕到現場救治傷者但後來傷者搶救無效宣告死亡。
俄羅斯媒體表示此名軍官被追蹤約一周，炸傷他的簡易爆炸裝置是被遠端啟動的。俄新社則引述急救部門指出炸彈藏在車子的底部。烏克蘭安全部門的一位消息人士則對自由電台表示這是烏克蘭國安部發動的一項特別行動，并指出：
特蘭科夫斯基是一名戰犯，他下令從黑海向烏克蘭的民用目標發射巡弋飛彈，包括在2022年7月襲擊文尼察造成29名平民死亡一事。此外，這些敗類也多次襲擊敖德薩和其他和平城市，導致許多平民死亡。從戰爭法慣例的角度來看，他是絕對合法的（刺殺）目標。
後來，俄羅斯聯邦安全局宣稱拘留兩名涉嫌安裝炸彈的烏克蘭人，分別是一名38歲來自塞瓦斯托波爾和一名47歲來自雅爾塔的居民，被拘留者的姓名尚未公佈，但據俄羅斯反對派出版物Agentstvo報道稱，這名47歲男子是來自利沃夫的維塔利·庫利奇茨基（Віталій Кульчицький）。後來，俄羅斯官媒塔斯社發布了一名男子的「認罪」影片。影片中，該男子聲稱自己於2023年夏天被烏克蘭國家安全局招募，並在車下放置了炸藥及遠端啟動該炸彈。

## 家庭
特蘭科夫斯基與妻子纳塔利娅·弗拉基米羅芙娜·特蘭科夫斯卡婭（生於1982年5月7日）育有一名兒子，名叫安德烈（生於2007年11月30日）。